# Bébé persécute sa bonne
Bébé persécute sa bonne és una pel·lícula muda francesa escrita i dirigida per Louis Feuillade i estrenada l'1 de març de 1912.
Aquesta pel·lícula forma part de la sèrie Bébé.

## Repartiment
- René Dary : Bébé (com Clément Mary)
- Renée Carl : Madame Labèbe, la mama
- René Navarre : Anatole
- Jeanne Saint-Bonnet : Julie, la minyona
- Paul Manson : el pare